# Francis Johnson
Francis Lee Johnson (ur. 5 sierpnia 1910 w Hartford, zm. 18 kwietnia 1997 w Chesterfield) – amerykański koszykarz, złoty medalista letnich igrzyskach olimpijskich w Berlinie. Wystąpił w dwóch spotkaniach.